# Kristof Devos
Kristof Devos (Oostende, 1981) is een Belgisch illustrator en auteur van kinderboeken. Hij debuteerde in 2013 met 'Nooit is voor altijd'. Zijn illustraties werden meermaals internationaal bekroond. Hoewel hij zich voornamelijk concentreert op kinder- en jeugdliteratuur werkt hij af en toe in opdracht, o.a. voor het Wereldvoedselprogramma van de VN, Canon Cultuurcel, Kunstenfestival Watou en het in Londen gevestigde Mr Jones Watches.
Hij geeft lezingen en workshops over verbeelding en inspiratie, in zowel binnen- als buitenland. Zo werkte hij eind 2018 als artist in residence in het Children's museum Curaçao. Zijn werk werd o.a. tentoongesteld op de Biënnale van Bratislava, Slovakije, op het Nami Island International Children's Book Festival in Zuid-Korea en Maleisië, op de Illustration West 61 Exhibition in Los Angeles en in Astrid Lindgrens Näs.
Kristof Devos woont en werkt in Sint-Laureins, België.

## Selecties en bekroningen
- 2023 – Selectie Leesjury met 'Vos, Vogel en ik'
- 2023 – Selectie Vlaamse Illustratoren, Biennal of illustrations Bratislava, Villa Verbeelding, België
- 2023 – Selectie, Illustration West 61 Exhibition, Society of Illustrators, Los Angeles, USA
- 2022 – Nominatie, Hiii Illustration Awards, Nanjing, China
- 2022 – Merit Winner, 3x3 Magazine, New York, USA
- 2022 – Patrick Nagel Award for Excellence, Illustration West 60, Society of Illustrators, Los Angeles, USA
- 2021 – Merit Award, Hiii Illustration Awards, Nanjing, China
- 2020 – Honorable Mention, 3x3 Magazine, New York, USA
- 2019 – Nominatie, Little Hakka, Nanjing, Jiangsu, China
- 2019 – Merit Winner, 3x3 Magazine, New York, USA
- 2019 – Award of Excellence, Communication arts, USA
- 2019 – Special Prize voor Max maakt een vriend, BookILL Fest, Servië
- 2019 – Nominatie Kinder- en Jeugdjury voor Max maakt een vriend
- 2018 – Nominatie Kinder- en Jeugdjury voor Dit is Miep
- 2016 – Shortlist selection, BookILL Fest, Servië
- 2015 – Shortlist selection, Nami Concours, Zuid-Korea
- 2015 – White Raven Award, voor Schim door de Internationale Jugendbibliothek, Munchen.

## Vertalingen
Het werk van Kristof Devos werd vertaald naar het Deens, Engels (USA), Spaans (Mexico), Duits, Frans, Koreaans en Chinees.